# Esquema del color

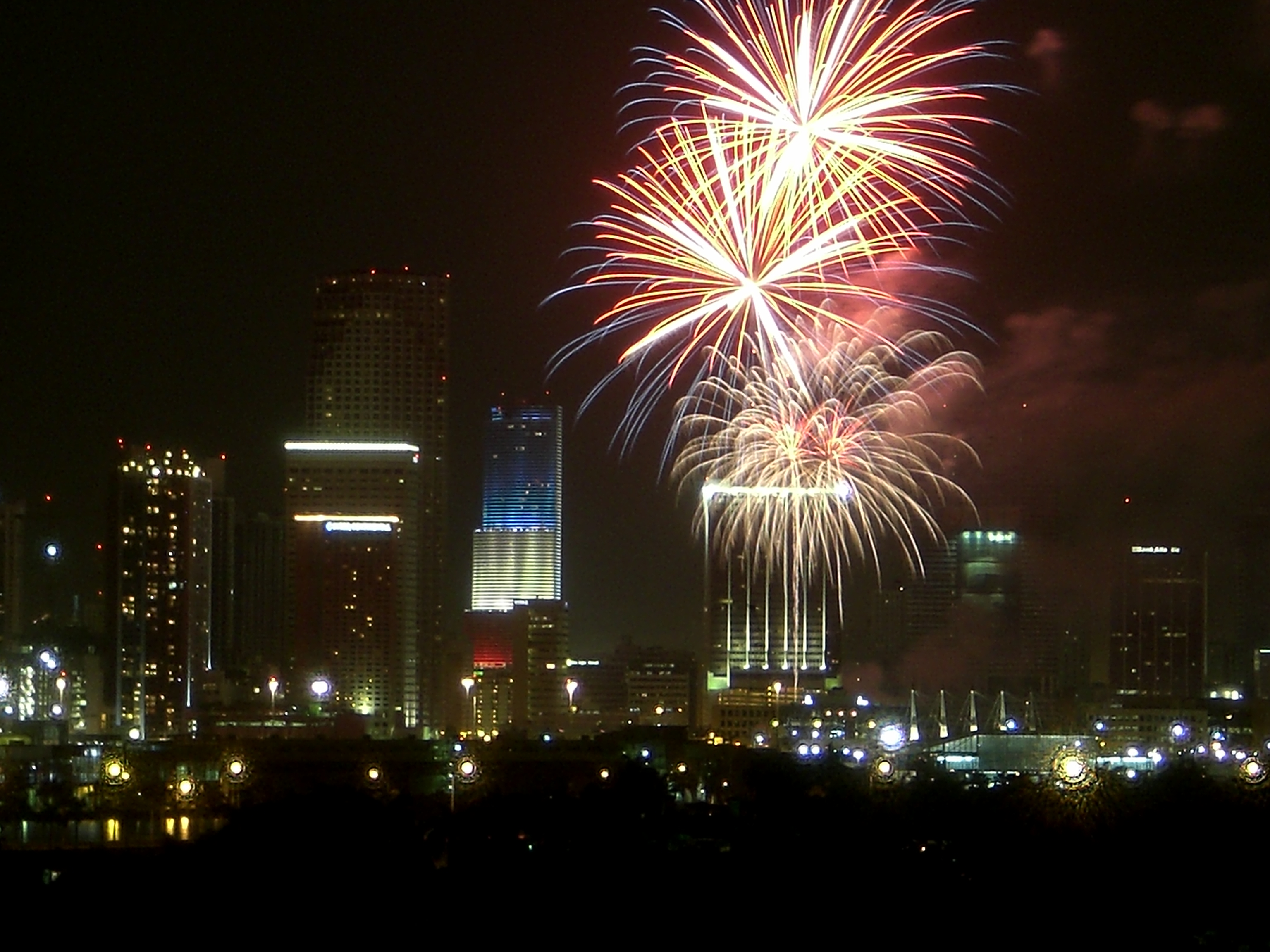
Celebración con fuegos artificiales en Miami, Florida, un 4 de julio.

Dentro de la teoría del color, el esquema de color es la variedad de los posibles colores usados en el diseño para distintos medios. Por ejemplo el "acromático" , usa un fondo blanco y texto negro, es un ejemplo básico y comúnmente establecido de manera predeterminada en el diseño web.
Los esquemas de color se usan para crear estilo y atracción. Aquellos colores que provocan una sensación estética cuando se usan juntos, están comúnmente conexos en el esquema del color. Un esquema de color básico, usará dos colores que se vean bien juntos. Esquemas de color más avanzados, involucran una gran variedad de colores en combinaciones ¨análogas¨, por ejemplo, texto con colores como rojo, amarillo y naranja puestos juntos en un fondo negro de un artículo de revista. Agregar color azul claro crea un esquema de color "análogo acentuado". 
Los esquemas de color pueden contener distintas formas "Monocromática" de un mismo color; por ejemplo, un esquema de color que mezcla distintos tonos de verde, desde el más claro (blanco) y el neutral (gris), hasta el más obscuro (negro). 
El uso de la frase esquema de color  puede también referirse a la elección y uso de colores usados fuera del típico contexto estético, aunque este se usado para crear un efecto atractivo y por razones prácticas. Esto principalmente se refiere a los patrones de color y diseños como los de los vehículos, particularmente los de militares, cuando los patrones de color y los diseños se usan como identificación de amigos o enemigos, así como identificación de unidades específicas, o como camuflaje. 
En mercadotecnia un esquema de color se refiere a un "trade dress" y del cual en ocasiones se puede obtener un derecho de autor, como el color rosa de Owens-Corning fiberglass. 
Los esquemas de color usualmente se describen en términos de combinaciones lógicas de colores, en una rueda de color.
Los esquemas de color a menudo se describen en términos de combinaciones lógicas de colores en un círculo cromático. Se pueden usar diferentes tipos de esquemas de color.

## Lista de esquemas de color

### Colores monocromáticos

Las combinaciones de colores monocromáticos se derivan de un solo tono de base, y se extienden al uso de sus sombras, tonos y matices (es decir, un tono modificado por la adición de negro, gris (negro + blanco) y blanco. Como resultado, la energía es más sutil y pacífica debido a la falta de contraste de tonalidad.

### Colores complementarios

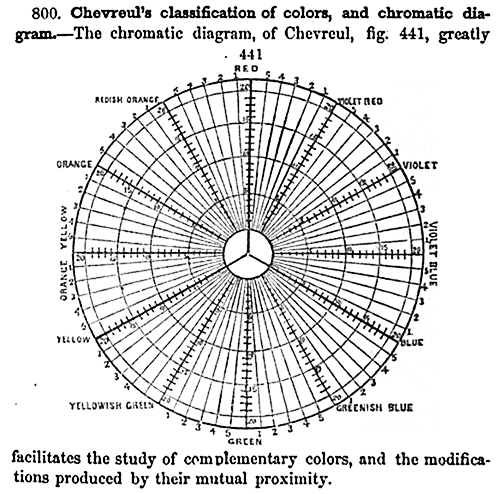
Diagrama cromático de Chevreul de 1855 sobre la base de modelo tradicional de coloración, mostrando colores complementarios y otras relaciones

Para la mezcla de color claro, el círculo cromático de Newton se utiliza a menudo para describir los colores complementarios, que son los colores que anulan el matiz de cada uno para producir un acromático (blanco, gris o negro) con mezcla de luz. Newton ofrece como una conjetura de que los colores exactamente opuestos entre sí en el círculo tonalidad cancelan tonalidad de cada uno; este concepto se demostró más a fondo en el siglo XIX.
Una supuesta clave en el círculo tonalidad de Newton era que los tonos saturados "de fuego" o máximos se encuentran en la circunferencia exterior del círculo, mientras que el blanco acromático en el centro. Después la saturación de la mezcla de dos tonos espectrales se predijo por la línea recta entre ellos; la mezcla de tres colores se predijo por el "centro de gravedad" o centroide de tres puntos del triángulo, y así sucesivamente.

#### Armonía complementaria
La armonía complementaria (también llamado Armonía Compuesta) es la combinación de colores y una variación de la combinación de colores complementarios. Además de la base de color, que utiliza los dos colores "análogos" adyacentes a su complementario. El esquema de color complementario tiene el mismo contraste visual que la combinación de colores complementarios, pero tienen menos presión.

### Colores acromáticos
Cualquier color que carece de fuerte contenido cromático se dice que es insaturado, acromático, o neutral. Los colores acromáticos puros incluyen negro, blanco y todos los grises; los neutrales incluyen marrones, tostados, pasteles y colores más oscuros. Cerca de los neutrales pueden ser de cualquier tonalidad y ligereza.
Los Neutrales se obtienen mezclando los colores puros con blanco, negro o gris, o por la mezcla de dos colores complementarios. En la teoría del color, los colores neutros son los colores fácilmente modificados por colores más saturados y parecen asumir el matiz complementario del color saturado. Al lado de un sofá de color rojo brillante, una pared gris aparecerá claramente verdoso. 
Los colores blanco y negro se combinan bien con casi cualquier otro color; el negro disminuye la aparente 'saturación o brillo de colores combinados, y el blanco luce todos los tonos con los mismos efectos

### Colores análogos

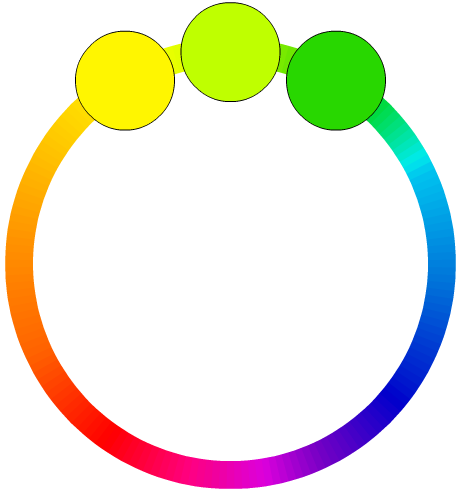
Colores análogos

Los colores análogos (también llamados Armonía Dominante) es una combinación de colores con grupos de colores que están uno al lado del otro en la rueda de color, uno que es el color dominante, que tiende a ser los colores primarios o los colores secundarios y dos de complemento, que tienden a ser los colores terciarios .
El término análogo se refiere a la que tiene analogía, o corresponde a algo en particular. Un esquema de color análogo crea una rica mirada, monocromática. Se utiliza mejor, ya sea con colores cálidos o fríos, creando una vista que tiene cierta temperatura, así como la armonía del color adecuado. Si bien esto es cierto, el esquema también carece de contraste y es menos vibrante que los esquemas de colores complementarios. [cita requerida]
El rojo, amarillo y naranja son ejemplos de colores análogos.

#### Análogo acentuado
Un esquema complementario análogo acentuado utiliza matices relacionados en la rueda de color con un tono justo al contrario de estos. Este complemento directo se convierte en el color de acento, que se utiliza para crear una agrupación color dominante de tres colores similares acentuados con el complemento directo (o el complemento de cerca) de uno de ellos. El color de análogo acentuado crea un interesante contraste en contra de la agrupación color dominante. Este esquema se utiliza con frecuencia para poner un tono de color cálido, con una paleta de colores análogas fresco, o un color de tono fresco con una paleta cálida.

### Colores tetrádricos
El esquema de color tetrádico (doble complemento) es el más rico de todos los esquemas, ya que utiliza cuatro colores dispuestos en dos pares de colores complementarios. Este esquema es difícil de armonizar y tiende un color a ser dominantes o someter a los colores .; si los cuatro colores se utilizan en cantidades iguales, el esquema puede parecer desequilibrado.

#### Rectángulo
El esquema de color rectángulo utiliza cuatro colores dispuestos en dos pares complementarios y ofrece un montón de posibilidades para la variación. Los esquemas de color tetrádico funciona mejor cuando un color es dominante.

#### Cuadrado
El esquema de color cuadrado es similar a la del rectángulo, pero con los cuatro colores espaciados uniformemente alrededor del círculo de colores. Los esquemas cuadrados de color funcionan mejor cuando todos los colores están equilibrados.

### Colores policromáticos
El término policromático significa tener varios colores.
Se utiliza para describir la luz que tiene más de un color, que también significa que contiene radiación de más de una longitud de onda. El estudio de policromática es particularmente útil en la producción de rejillas de difracción.